# Amida-kuji

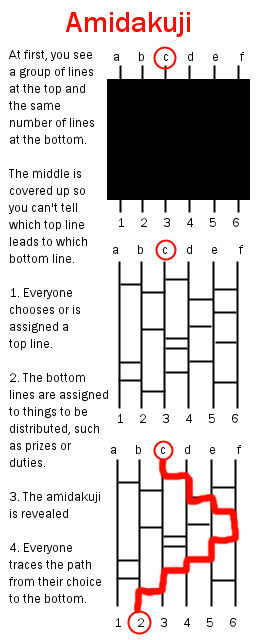
Beispiel einer Amida-kuji

Amida-kuji (japanisch 阿弥陀籤 oder あみだくじ ‚Amitabha-Los‘, chinesisch 畫鬼腳 / 画鬼脚, Pinyin huà guǐjiǎo – „gezeichnete Geisterfüße“ bzw. 鬼腳圖 / 鬼脚图,  guǐjiǎo tú – „Geisterfußbild“) ist der japanische Name einer in Asien bekannten Verlosungsform, bei der einer bestimmten Anzahl Teilnehmern eine entsprechende Anzahl Preise zugelost wird.
Grundlage für die Verlosung ist ein zunächst unbekannter Graph, der aus senkrechten Linien besteht. Die Anzahl der senkrechten Linien ist gleich der Anzahl der Teilnehmer. Zwischen benachbarten senkrechten Linien können horizontale Verbindungen (Brücken) bestehen. Jedem Teilnehmer wird ein oberes Ende einer solchen Linie zugeordnet. Jedes untere Ende wird mit einem Preis verknüpft. Nach der Zuordnung wird der Graph sichtbar.
Nun folgt jeder Teilnehmer seiner Linie nach unten. Dabei muss bei Erreichen jeder Brücke dieser gefolgt werden. Schließlich erreicht jeder Teilnehmer am unteren Ende einen bestimmten Preis.
Neben der parallelen Anordnung der senkrechten Linien in Treppenform, können diese auch von einem Zentrum in gleich großen Winkeln abgehen, wobei die Verbindungen dann konzentrische Kreise bilden und der Graph einem Spinnennetz ähnelt. Basierend auf dieser Darstellungsform im Zusammenhang mit der Nutzung der Lotterie für wohltätige Zwecke ergibt sich auch der japanische Name, da das Netz an den Lichtkranz des Buddha Amitābha erinnert.

## Mathematischer Hintergrund
Werden die Teilnehmer und Preise der Reihe nach durchnummeriert, dann kann ein Amida-kuji mathematisch als Permutation der Zahlen von {\displaystyle 1} bis {\displaystyle n} angesehen werden. Damit ist sichergestellt, dass
- nicht zwei Teilnehmer den gleichen Preis erhalten und
- jeder Preis einem Teilnehmer zugeordnet wird.

Dabei spielt die Anzahl der hinzugefügten horizontalen Linien keine Rolle.
Außerdem gilt, dass bei ausreichender Anzahl an horizontaler Linien jeder Teilnehmer jeden Preis erhalten kann, unabhängig von der Reihenfolge der Teilnehmer und der Preise.
Amida-kujis funktionieren für jede Anzahl von Teilnehmern, solange es genau so viele Preise gibt.